# Elitserien kobiet w curlingu
Elitserien kobiet w curlingu (szw. Elitserien damer i curling) – najwyższa klasa damskich ligowych rozgrywek curlingowych w Szwecji. 
Pierwsza edycja miała miejsce w sezonie 1981/1982. Obecnie w lidze rywalizuje ze sobą 8 drużyn, które w Round Robin rozgrywają dwa mecze z każdym przeciwnikiem. Po wszystkich 14 spotkaniach 4 najlepsze zespoły awansują do fazy finałowej (szw. Slutspel) w systemie Page play-off. Zwycięzca reprezentuje Szwecję na mistrzostwach świata. 
Najgorsza ekipa zostaje zdegradowana do odpowiedniej dla siebie Division I. Zawodniczki z 7. pozycji muszą zmierzyć się z 2. zespołem z Division I, do Elitserien awansuje zaś bezpośrednio zwyciężczyni I ligi.
Najwięcej, bo 13 razy po tytuł mistrzowski sięgały zespoły Anette Norberg z Härnösands Curlingklubb. Norberg w 2011 zdobyła 14 tytuł w barwach Karlstads CK.

## Wyniki
| Sezon     | Mistrz         | Mistrz             | Mistrz                 | Mistrz             | Mistrz                 | Finalistka                             |
| Sezon     | Klub           | Czwarta            | Trzecia                | Druga              | Otwierająca            | Finalistka                             |
| --------- | -------------- | ------------------ | ---------------------- | ------------------ | ---------------------- | -------------------------------------- |
| 1981/1982 | Karlstads CK   | Elisabeth Högström | Katarina Hultling      | Birgitta Sewik     | Karin Sjögren          |                                        |
| 1982/1983 | Karlstads CK   | Elisabeth Högström | Katarina Hultling      | Birgitta Sewik     | Karin Sjögren          |                                        |
| 1983/1984 | Karlstads CK   | Elisabeth Högström | Katarina Hultling      | Birgitta Sewik     | Karin Sjögren          |                                        |
| 1984/1985 | Härnösands CK  | Anette Norberg     | Sofie Marmont          | Anna Rindeskog     | Louise Marmont         |                                        |
| 1985/1986 | Norrköpings CK | Inga Arfwidsson    | Maud Nordlander        | Ulrika Åkerberg    | Barbro Arfwidsson      |                                        |
| 1986/1987 | Karlstads CK   | Elisabeth Högström | Birgitta Sewik         | Eva Andersson      | Bitte Berg             |                                        |
| 1987/1988 | Härnösands CK  | Anette Norberg     | Anna Rindeskog         | Sofie Marmont      | Louise Marmont         |                                        |
| 1988/1989 | Härnösands CK  | Anette Norberg     | Anna Rindeskog         | Sofie Marmont      | Louise Marmont         |                                        |
| 1989/1990 | Frösö-Oden CK  | Annika Lööf        | Lotta Giesenfeld       | Elisabeth Hansson  | Lena Mårdberg          |                                        |
| 1990/1991 | Härnösands CK  | Anette Norberg     | Cathrine Norberg       | Anna Rindeskog     | Helene Granqvist       |                                        |
| 1991/1992 | Umeå CK        | Elisabet Johansson | Katarina Nyberg        | Louise Marmont     | Elisabeth Persson      |                                        |
| 1992/1993 | Umeå CK        | Elisabet Johansson | Katarina Nyberg        | Louise Marmont     | Elisabeth Persson      |                                        |
| 1993/1994 | Umeå CK        | Elisabet Johansson | Katarina Nyberg        | Louise Marmont     | Elisabeth Persson      |                                        |
| 1994/1995 | Umeå CK        | Elisabet Gustafson | Katarina Nyberg        | Louise Marmont     | Elisabeth Persson      |                                        |
| 1995/1996 | Sundsvalls CK  | Annette Jörnlind   | Helen Edlund           | Erika Westman      | Heléne Jonsson         |                                        |
| 1996/1997 | Härnösands CK  | Anette Norberg     | Cathrine Norberg       | Helena Svensson    | Annika Lööf            | Elisabet Gustafson (Umeå CK)           |
| 1997/1998 | Umeå CK        | Elisabet Gustafson | Katarina Nyberg        | Louise Marmont     | Elisabeth Persson      | Anette Norberg (Härnösands CK)         |
| 1998/1999 | Umeå CK        | Elisabet Gustafson | Katarina Nyberg        | Louise Marmont     | Elisabeth Persson      | Margaretha Sigfridsson (Svegs CK)      |
| 1999/2000 | Umeå CK        | Elisabet Gustafson | Katarina Nyberg        | Louise Marmont     | Christina Bertrup      | Camilla Johansson (Malung CC)          |
| 2000/2001 | Härnösands CK  | Anette Norberg     | Cathrine Norberg       | Eva Lund           | Helena Lingham         | Maria Engholm (Svegs CK)               |
| 2001/2002 | Svegs CK       | Maria Engholm      | Margaretha Sigfridsson | Anna-Kari Lindholm | Mari-Louise Persson    | Elisabet Gustafson (Umeå CK)           |
| 2002/2003 | Härnösands CK  | Anette Norberg     | Cathrine Norberg       | Eva Lund           | Helena Lingham         | Margaretha Sigfridsson (Svegs CK)      |
| 2003/2004 | Härnösands CK  | Anette Norberg     | Eva Lund               | Cathrine Norberg   | Anna Bergström         | Stina Viktorsson (Skellefteå CK)       |
| 2004/2005 | Härnösands CK  | Anette Norberg     | Eva Lund               | Cathrine Lindahl   | Anna Bergström         | Stina Viktorsson (Skellefteå CK)       |
| 2005/2006 | Härnösands CK  | Anette Norberg     | Eva Lund               | Cathrine Lindahl   | Anna Svärd             | Margaretha Sigfridsson (Svegs CK)      |
| 2006/2007 | Härnösands CK  | Anette Norberg     | Eva Lund               | Cathrine Lindahl   | Anna Svärd             | Stina Viktorsson (Skellefteå CK)       |
| 2007/2008 | Skellefteå CK  | Stina Viktorsson   | Maria Prytz            | Maria Wennerström  | Margaretha Sigfridsson | Anette Norberg (Härnösands CK)         |
| 2008/2009 | Härnösands CK  | Anette Norberg     | Eva Lund               | Cathrine Lindahl   | Anna Svärd             | Stina Viktorsson (Skellefteå CK)       |
| 2009/2010 | Härnösands CK  | Anette Norberg     | Eva Lund               | Cathrine Lindahl   | Anna Svärd             | Cecilia Östlund (Karlstads CK)         |
| 2010/2011 | Karlstads CK   | Anette Norberg     | Cecilia Östlund        | Sara Carlsson      | Lotta Lennartsson      | Stina Viktorsson (Skellefteå CK)       |
| 2011/2012 | Skellefteå CK  | Maria Prytz        | Christina Bertrup      | Maria Wennerström  | Margaretha Sigfridsson | Jonna McManus Granit-Gävle CK          |
| 2012/2013 | Karlstads CK   | Anette Norberg     | Cecilia Östlund        | Sabina Kraupp      | Sara Carlsson          | Margaretha Sigfridsson (Skellefteå CK) |